# Afriberina tenietaria
Afriberina tenietaria là một loài bướm đêm trong họ Geometridae.